# Obed
Obed je naseljeno mjesto u Republici Hrvatskoj u Zagrebačkoj županiji. 

## Zemljopis
Administrativno je u sastavu općine Orle. Naselje se proteže na površini od 3,25 km².

## Stanovništvo
Prema popisu stanovništva iz 2011. godine u Obedu živi 51 stanovnika i to u 18 kućanstava. Gustoća naseljenosti iznosi 16 st./km².
| broj stanovnika | 44    | 50    | 65    | 78    | 96    | 79    | 80    | 82    | 87    | 87    | 91    | 63    | 64    | 62    | 58    | 51    | 39    |
|                 | 1857. | 1869. | 1880. | 1890. | 1900. | 1910. | 1921. | 1931. | 1948. | 1953. | 1961. | 1971. | 1981. | 1991. | 2001. | 2011. | 2021. |